# بریستول، پنسیلوانیا
بریستول (به انگلیسی: Bristol) یک منطقهٔ مسکونی در ایالات متحده آمریکا است که در شهرستان باکس، پنسیلوانیا واقع شده‌است. بریستول ۵٫۰۷ کیلومتر مربع مساحت و ۹٬۷۲۶ نفر جمعیت دارد و ۶٫۱ متر بالاتر از سطح دریا واقع شده‌است.